# Мовсесян, Юлия
Ю́лия Мовсеся́н (Кочетко́ва) (26 ноября 1981, Копейск) — чешская (ранее российская и словацкая) шахматистка, международный гроссмейстер среди женщин.
Второй призёр чемпионата мира среди студентов в личном и командном зачёте 2002 года. Участница 6-и личных чемпионатов Европы среди женщин (2005, 2007—2010, 2014).
В составе сборной Словакии участница следующих соревнований:
- 3 олимпиады (2010—2014).
- 4 Кубка Митропы[нем.] (2013—2016). Выиграла 2 медали в команде: золотую (2013) и бронзовую (2015).

Участница 5-и Кубков европейских клубов среди женщин в составе челябинских команд «Шышматы-Мечел» (2001, играла на резервной доске) и «Южный Урал» (2003, 2005—2007; в 2005 выиграла 2 медали — серебряную в команде и золотую в индивидуальном зачёте).
В составе команды «Рапид» (г. Пардубице) участница 2-х командных чемпионатов Чехии (2010—2011). В 2010 году команда заняла 3-е место.
Замужем за армянским гроссмейстером Сергеем Мовсесяном.

## Изменения рейтинга
| Графики недоступны из-за технических проблем. См. информацию на Фабрикаторе и на mediawiki.org. |